# Presillas de Bricia
Presillas de Bricia ist ein spanischer Ort in der Provinz Burgos der Autonomen Gemeinschaft Kastilien und León. Der Ort, der seit Jahren keine Einwohner mehr hat, gehört zur Gemeinde Alfoz de Bricia. Presillas de Bricia ist über die Straße BU-V-6116 zu erreichen. 

## Sehenswürdigkeiten
- Felsenkirche San Miguel, erbaut zwischen dem 8. und 10. Jahrhundert, nordöstlich des Ortes gelegen
- Barocke Pfarrkirche
- Cueva de la Vieja (Höhle)